# Церковь Святого Иакова (Тюбинген)
Церковь Святого Иакова (нем. Jakobuskirche) — бывшая католическая церковь в Тюбингене, романское здание которой было построено около 1200 года — впервые упоминается в документах за 1377 год. «Якобускирхе» является старейшим сохранившимся зданием в городе; сегодня используется протестантским сообществом «Jakobusgemeinde».

## История и описание
Здание-предшественник современной церкви Святого Иакова в городе Тюбинген — романский храм, скорее всего являвшийся часовней — впервые упоминается в документах за 1377 год. О старой церкви, построенной около 1200 года на дубовых сваях длиной примерно в 14 метров, сегодня напоминают несколько небольших окон с характерными круглыми арками. Таким образом, старая часть «Якобускирхе» является старейшим сохранившимся зданием в Тюбингене. Поскольку сама церковь и окружающая её территория (долина Аммерталь) регулярно подвергалась воздействию весенних паводков, в 1500 году она была поднята примерно на 2,5 метра. В тот же период здание обрело и свою современную форму — к её восточной стороне был добавлен хор.
Церковь «Шпиттель-кирхе», располагавшаяся в районе Оберштадт, первоначально являлась филиальным храмом Коллегиальной церкви Святого Георгия и долгое время служила храмом при больнице. В непосредственной близости от неё раньше располагалась часовня Святого Конрада, которая позже служила зданием для анатомического института и была окончательно заброшена в 1853 году. После секуляризации 1806 года, 8 февраля 1807, свеженазначенный католический приходский священник Иоганн Георг Дюрлевангер и лютеранский пастор доктор Мюллер достигли соглашения, согласно которому «больничная церковь» должна была быть поделена между двумя конфессиями и поочерёдно использоваться в соответствии с заранее согласованным расписанием. 15 февраля первая после Реформации католическая месса в Тюбингене прошла в данном здании. После того как в городе появилась еще одна католическая церковь — Вильгельмскирхе — обе церкви образовали единый католический приход. Но вскоре, в связи с общим ростом населения города, храмы стали слишком тесны для многочисленных прихожан и в 1875—1878 годах была построена церковь Иоанна Богослова. С этого момента «Шпиттель-кирхе» снова стала чисто протестантской.
После Первой мировой войны, в 1918 году, церковь Святого Иакова стала независимой приходской церковью, а сегодня она является одной из церквей единого протестантского прихода города. В 1975 году в здании были заменены витражи: относительно темное неоготическое остекление было заменено на значительно более светлое, созданное по эскизам художницы Гизелы Дрехер-Рихелс (род. 1924). В XXI веке церковь является одним из пунктов на общеевропейском паломническом маршруте «Путь Святого Иакова».